# فلاديمير دوبروفسكي
فلاديمير جيرمانوفيتش دوبروفسكي (مواليد سنة 1965) (بالروسية: Владимир Германович Дубровский)هو رئيس مختبر فيزياء بنية نانوية في جامعة سانت بطرسبورغ الأكاديمية، وأستاذ في جامعة سانت بطرسبرغ الحكومية وجامعة جامعة آي تي إم أو.

## مسيرته
تخرّج دوبروفسكي من جامعة سانت بطرسبرغ الحكومية في قسم الفيزياء الإحصائية سنة 1988 مع دبلوم في الفيزياء النظرية. في عام 1991، كان زميل باحث ما بعد الدكتوراه في جامعة أوكسفورد.